# СИЗО № 2 (Апатиты)
ФКУ СИЗО-2 УФСИН России по Мурманской области — следственный изолятор в городе Апатиты. Расположен по адресу: Апатиты, ул. Трудовая, 24а. Проезд автобусами № 8 и № 131 до остановки «Вокзал». Является главным местом заключения для Апатитов, Кировска, Ковдора, Умбы Кандалакши и Полярных Зорей и их районов.

## История
На месте, где сейчас расположено СИЗО № 2, в начале 20-го века располагалась пересыльная тюрьма ж/д станции Белый (с 1930 года станции Апатиты) Александровского уезда Архангелогородской губернии Российской Империи.
После окончания Гражданской войны до 50-х годов здесь шло распределение по Трудовым лагерям в центральной части Кольского полуострова, к примеру: Лаготделение № 1 (по строительству района Новый город), Лаготделение № 2 (там где сейчас располагается Лесная улица) и Отдельный Лагерный Пункт № 4 (ОЛП-4) на территории СИЗО № 2. Ещё три лаготделения находилось на территории Апатитского поселкового совета, а также десятки лагпунктов только на территории Апатитского поселкового совета. С 1930 года сюда стали направляться тысячи спецпереселенцев. Первая партия прибыла в Мурманский округ в марте 1930 года в количестве 918 человек для строительства в Хибинсих тундрах. Наиболее многочисленными группами спецпереселенцев были контрреволюционеры и белогвардейцы.
В 1951 году тюрьма ж/д станции Апатиты преобразована в Управление исправительно-трудовых лагерей «Белречлаг», начальником которого был инженер-подполковник В. И. Полтава (он же стал первым управляющим треста «Апатитстрой» совершающего строительную деятельность и по сей день).
После смерти Сталина и начала массовой амнистии было решено преобразовать «Белречлаг» в Кировскую тюрьму № 2 и начать строительство нового корпуса тюрьмы № 2 в один этаж на территории посёлка городского типа Апатиты, Кировского района Мурманской области.
В 1964 году, за два года перед преданием Апатитам статуса города, Кировская тюрьма № 2 преобразована в следственный изолятор № 2.
В 1967 году были переданы в эксплуатацию помещения пищеблока, гаража, котельной и мастерских. В 1982 году построен второй этаж здания СИЗО № 2.
В 2008 году завершено капитальное строительство нового здания хозяйственно-бытового блока бригады хозяйственного обслуживания.
18 июля 2013 года СИЗО посетили члены ОНК (Общественная Наблюдательная Комиссия). Среди рекомендаций для СИЗО было:
- Администрации СИЗО не принимать заключенных сверх установленного лимита.;
- Оборудовать туалет для посетителей. (Эта рекомендация давалась ОНК руководству СИЗО — 2 и ранее).
- Воспитательному отделу находить возможность сообщать по просьбе заключенных их родственникам о важных событиях.
- Изучить совместно с членами ОНК вопрос о технической возможности уменьшения очереди на звонок.

На 2013 год в СИЗО № 2 содержится 230 человек (лимит 218), из которых женщины 22 и 1 несовершеннолетний.
В 2013 году здесь содержались активисты Greenpeace, члены экипажа Arctic Sunrise, по делу Arctic Sunrise.
27 января 2014 года в городе Апатиты прошёл праздничный вечер в честь 50-летия со дня образования следственного изолятора № 2.

## Начальники СИЗО № 2
За период работы СИЗО № 2 с 1964 года сменилось 8 руководителей:
- Савосткин Дмитрий Алексеевич (1964—1968);
- Клюшкин Павел Михайлович (1968—1970);
- Рожанский Борис Фомич (1970—1978);
- Лаптиев Михаил Петрович (1978—1987);
- Ланец Николай Ананьевич (1987—1989);
- Цуприк Николай Семенович (1989—1997);
- Жадан Станислав Иванович (1997—2010);
- Коробка Алексей Михайлович (2010 по настоящее время).[6]